# میزونو ۴۵۴۱
سیارک ۴۵۴۱ (به انگلیسی: 4541 Mizuno، نامگذاری:1989AF) چهار هزار و پانصد و چهل و یکمین سیارک کشف شده‌است که در ۱ ژانویه ۱۹۸۹ کشف شد.
قدر مطلق سیارک برابر ۱۲٫۷۰ است.